# نيكولا باومان
نيكولا باومان (بالألمانية: Nicola Baumann)‏ هي طيارة ألمانية، ولدت في 10 مارس 1985 في ميونخ في ألمانيا.